# Cervera de la Cañada
Cervera de la Cañada est une commune d’Espagne, dans la province de Saragosse, communauté autonome d'Aragon comarque de Comunidad de Calatayud.